# Anarsia dryinopa
Anarsia dryinopa là một loài bướm đêm thuộc họ Gelechiidae. Nó được tìm thấy ở Úc và các vùng ấm hơn của New Zealand ở cả Đảo Bắc và Đảo Nam.